# Meurtre de Gay Gibson
Pour l’article homonyme, voir Gibson.
Eileen Isabella Ronnie Gibson (16 juin 1926 – 18 octobre 1947),, connue professionnellement sous le nom de Gay Gibson, est une actrice britannique disparue lors d'un voyage entre Le Cap, Afrique du Sud, et Southampton, Royaume-Uni, en octobre 1947. L'affaire pénale qui suit est connue sous le nom de meurtre au hublot, car James Camb, l'homme qui sera reconnu coupable du meurtre de Gibson, admet qu'il l’a poussée par le hublot de sa cabine à bord du MV Durban Castle dans l'océan Atlantique. Camb affirme que les deux ont eu des relations sexuelles consenties et qu'elle est décédée d'une maladie  soudaine ; il a alors paniqué et jeté son corps par le hublot.
Même s’il reconnaît que pousser le corps de Gay Gibson par le hublot était « une chose bestiale », Gamb nie avec force l'avoir tuée, insistant sur le fait qu'elle s'est étouffée ou asphyxiée alors que tous deux étaient au lit. Camb est reconnu coupable et condamné à mort par pendaison, mais la suspension temporaire de la peine de mort étant devenue définitive, il purge onze ans de prison avant d'être libéré sous conditions. À la suite d'autres condamnations, Camb retourne en prison et purge encore dix ans, avant d'être libéré un an avant sa mort en 1979. Il niera avoir assassiné Gibson jusqu’à la fin de ses jours.
L'affaire Gibson attire l'attention à l'époque pour sa ressemblance avec le film noir et les romans d'Agatha Christie. Même le Premier ministre britannique Winston Churchill commentera l'issue de l'affaire, regrettant que la peine de Camb ait été commuée.

## Arrière-plan
Eileen Isabella Ronnie 'Gay' Gibson est une actrice de 21 ans qui retourne en Angleterre à bord du navire de la Union-Castle Line MV Durban Castle en octobre 1947. Gay Gibson est son nom de scène. Elle vient de finir une tournée théâtrale en Afrique du Sud avec Doreen Mantle (en) et retourne à Londres pour se produire au West End. Sa présence à bord attire l'attention de James Camb (né le 16 décembre 1916), un steward de 30 ans. Gibson est hébergée dans la cabine 126, sur le pont B, en première classe. Camb est vu en train de s'associer à Gibson, ce qui est contraire aux règlements de l'entreprise, et est ensuite réprimandé par un officier supérieur.
Le Durban Castle appareille le 10 octobre. Dans la nuit du 17 octobre, après avoir passé la soirée à danser, Gibson est escortée jusqu'à sa cabine par deux amis à 23h30. Le lendemain matin, vers 3 heures du matin, le gardien de service, Frederick Steer, estréveillé par une convocation qui a été activée depuis la cabine de Gibson. En arrivant à la cabine 126, Steer remarque que deux lumières sont allumées à l'extérieur de la cabine, une rouge et une verte ; une lumière indique que le steward de service a été appelé, tandis que l'autre signifie que l'hôtesse de service a également été sollicitée. Steer trouve cela étrange, car habituellement, une seule personne est convoquée,. Camb répond au coup de Steer à la porte, qui n'ouvre qu'à moitié et l'informe que tout va bien. Steer part en supposant qu'en tant que steward de pont, Camb est arrivé avant lui pour aider le passager,.
Dans la matinée, l'hôtesse du pont de Gibson, Eileen Field, vient nettoyer la cabine de Gibson. Elle remarque que la couchette est vide, qu'il y a des taches sur les draps et que le hublot est ouvert,. Plus tard, l'officier commandant du navire, le capitaine Patey, interviewe Camb, qui nie d'abord toute implication dans la disparition de Gibson. Lorsqu'on lui dit que Steer l'a vu dans la cabine de Gibson, Camb cède et raconte une histoire à laquelle ni le capitaine ni le médecin du navire ne peuvent croire : Camb déclare que Gibson est morte subitement alors qu'ils faisaient l'amour, et alors qu'il risque de perdre son travail et sa famille, Camb panique et pousse son corps à travers le hublot.

À l'époque, le Durban Castle est à 90 milles (144,84096 km) au large de la côte ouest de l'Afrique (plus précisément de ce qui est alors la Guinée portugaise, aujourd'hui Guinée-Bissau), en direction du nord,. Patey ordonne au navire de faire demi-tour et de parcourir l'eau à la recherche du corps de Gibson. Il contacte également les bureaux de la Union-Castle Line à Londres pour demander que le navire soit accueilli par la police à son arrivée à Southampton en raison de « complications ». Un câble de retour est envoyé à Patey lui ordonnant de « cadenasser et sceller la pièce ; ne rien déranger ».

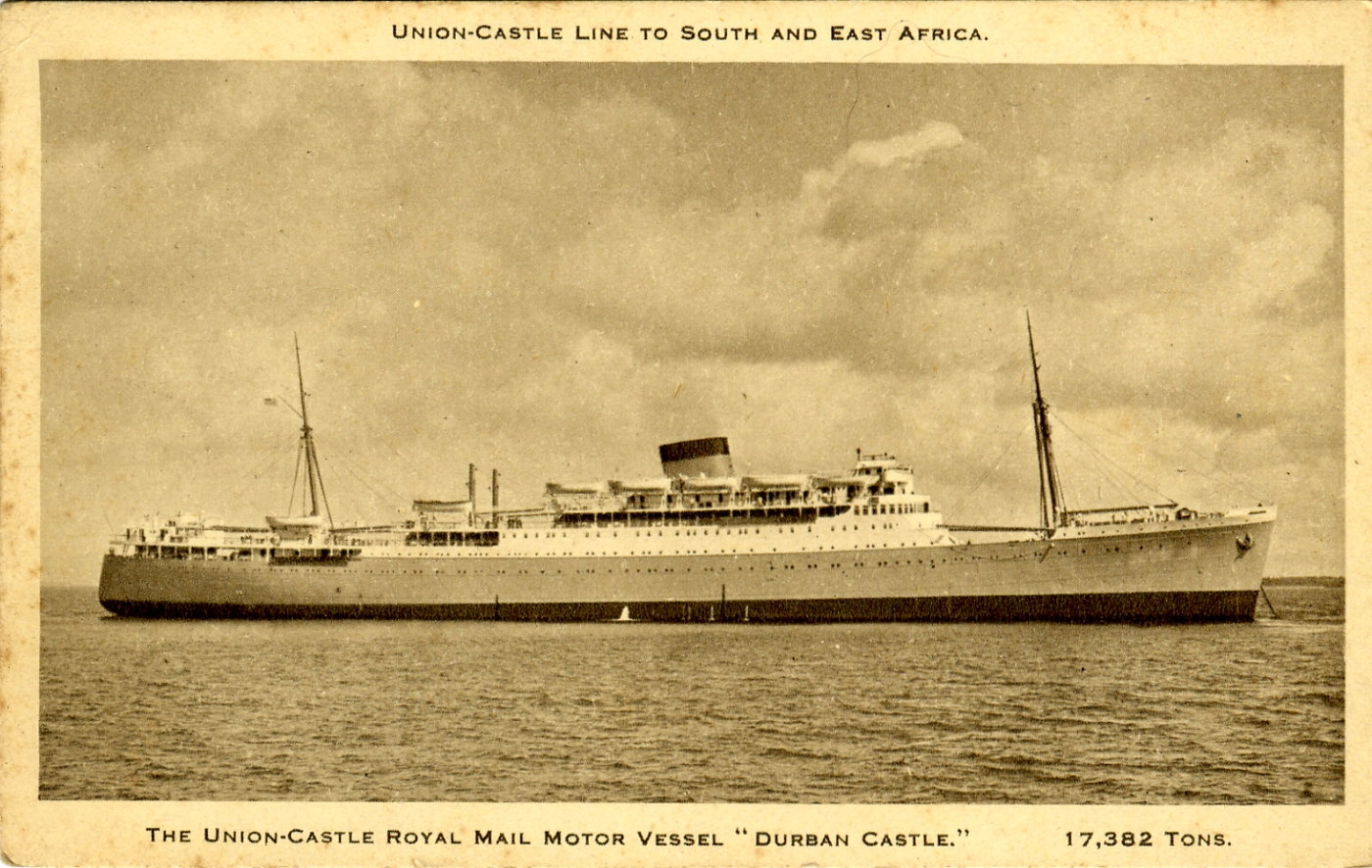
MV Durban Castle.

Lorsque Durban Castle accoste à Cowes Roads, des agents de la police de la ville de Southampton attendent pour interroger Camb, qui a été confiné dans sa cabine par l'équipage du navire. La police de Southampton est assistée par la Metropolitan Police dans cette affaire et les preuves médico-légales sont examinées au laboratoire du Met à Hendon. Ce n'est pas rare à l'époque ; en effet, la police de Southampton est assez petite et demande très souvent de l'aide à Scotland Yard. Les forces de police britanniques sont impliquées car, même si le meurtre a eu lieu au large des côtes de l'Afrique de l'Ouest, il s'agit d'un navire britannique sous autorité britannique, les poursuites sont donc engagées par les autorités britanniques. Le lundi 27 octobre 1947, le Southern Daily Echo rapporte que Camb a été placé en détention provisoire et accusé de « meurtre en haute mer ».

## Procès et conséquences

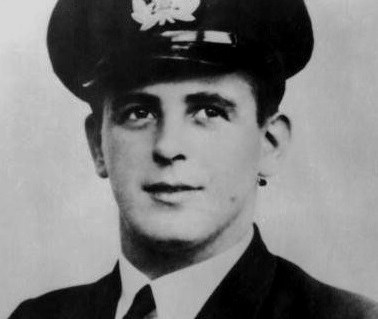
James Camb

Le procès de Camb à Winchester est inhabituel, car certains le qualifient de premier cas en droit anglais dans lequel des poursuites sont engagées sans le corps de la victime. Cela est souligné comme étant faux, car il y a eu un cas treize ans plus tôt dans lequel un père (Thomas Davidson) a été reconnu coupable du meurtre de son fils (John), et même plus loin dans l'affaire Campden Wonder (en) en 1660,. L'affaire suscite également un certain intérêt car elle reflète l'intrigue d'un roman policier ; Richard Latto décrit l'histoire comme ayant toutes les caractéristiques d'une pièce d'Agatha Christie : « une jeune actrice, un intendant fringant, une romance et une mort suspecte en haute mer ».
Au cours du procès, il est révélé que le pathologiste Denis Hockling a découvert une tache d'urine sur les draps de la cabine 126. Le pathologiste de la Couronne déclare que la miction involontaire se produit lors d'un étranglement. Hockling soutient que cela a pu être le résultat de causes naturelles. Le contenu, les murs et la partie hublot de la cabine 126 sont retirés par la police et utilisés comme pièces à conviction dans le procès.
Lorsque Camb vient à la barre, l'avocat du procureur lui demande s'il se considère comme un honnête homme. Camb répond : « Je pense que oui, monsieur ». Il est ensuite prouvé devant le tribunal que Camb a changé son histoire à six reprises dans ce qu'il défend comme étant un acte d'auto-préservation. Lorsqu'on lui demande s'il a poussé le corps de Gibson à travers le hublot, Camb reconnaît qu'il s'agissait d'une « conduite bestiale »,.
Après quatre jours d'audience, le jury délibère pendant quarante-cinq minutes et revient avec un verdict de culpabilité. Camb est condamné à mort par le juge Hilbery le 22 mars 1948. Cependant, l'exécution n'eut pas lieu parce que le Parlement envisage à l'époque l'abolition de la peine de mort et que le ministre de l'Intérieur a choisi de commuer toutes les condamnations à mort en cours pendant que la question est discutée. Cela incite le Premier ministre britannique Winston Churchill à déclarer que « La Chambre des communes a, par son vote, sauvé la vie du meurtrier brutal et lascif qui a poussé la pauvre fille qu'il avait violée et agressée par un hublot du navire vers les requins. ».
Camb interjète appel en avril 1948 mais est rejeté. Il est libéré de prison en 1959, mais y retourne en prison après avoir été reconnu coupable d'un certain nombre d'attentats à la pudeur contre des jeunes filles. Il est de nouveau libéré en 1978. Camb décède en juillet 1979 d'une insuffisance cardiaque. Le corps d'Eileen Gibson n'a jamais été retrouvé.

## Dans la culture populaire
Plusieurs livres sont écrits sur la mort de Gibson et, même si la plupart sont factuels, certains prennent l'histoire comme base d'un roman. he Finest Type of English Womanhood de Rachael Heath utilise le meurtre du hublot comme trame de fond de son roman, détaillant la vie de Gibson et de son amie fictive, Laura Trelling,. Le titre du livre est tiré d'une phrase prononcée par la mère de Gibson au tribunal lorsqu'on lui a demandé de décrire sa fille.
En 1991, la série Murder Most Foul de la BBC Radio 4 présente le meurtre avec des dramatisations.
Une biographie de 2011 de Sid James, la star du film Carry On, avance la théorie selon laquelle Gibson retournait en Angleterre pour retrouver James, car elle était son amante abandonnée. La biographie de Cliff Goodwin est le seul article écrit sur la star de la bande dessinée qui mentionne cette théorie. D'autres auteurs l'ont démystifié,,.
Certaines personnes continuent de douter de la culpabilité de Camb. En 2018, la BBC diffuse un court documentaire sur le meurtre et demande si Camb est coupable ou non. L'émission de trente minutes est diffusée pour la première fois sur BBC News Channel en mars 2018. Dans l'émission, Doreen Mantle raconte comment elle a vu Gibson s'évanouir et devenir bleu autour des lèvres. Cela est également attesté lors du procès par la directrice du théâtre Hilary Gilbert. La proposition selon laquelle Gibson était malade est soumise à sa mère lors du procès de Camb, mais elle nie catégoriquement que sa fille était en mauvaise santé. Pendant la Seconde Guerre mondiale, Gibson s'enrôle dans le Service territorial auxiliaire (ATS) et en juillet 1946, un officier subalterne de l'ATS rapporte avoir été appelé auprès d'une soldate Gibson qui était sur son lit, le dos cambré, incapable de respirer avec sa langue au fond de sa gorge. Gibson déclarera plus tard à l'agent ATS qu'elle avait eu un de ses « tours ».

### Sources
- (en) Anthony M Brown, Death of an Actress: A true story of sex, lies and murder on the high seas, London, Mirror Books, 2018 (ISBN 978-1-910335-82-6).
- (en) Trial of James Camb (The Port-Hole Murder [sic]), London, William Hodge & Co., 1949 (OCLC 844712836).
- (en) « The Porthole Murder », The Investigator,‎ avril 2009 (lire en ligne, consulté le 29 mars 2018).
- (en) Jay Robert Nash, World Encyclopedia of 20th Century Murder, London, Headline, 1992 (ISBN 9780747206217).

## Lectures complémentaires
- (en) Denis Herbstein, The Porthole Murder Case: The Death of Gay Gibson, London, Hodder and Stoughton, 1991 (ISBN 9780340501573).
- (en) Colin Wilson, Murder in the 1940s, New York, Carroll & Graf Publishing, 1993 (ISBN 978-0-881-84962-2).